# Havets son
Havets son är en svensk dramafilm från 1949 i regi av Rolf Husberg.

## Om filmen
Filmen premiärvisades den 13 oktober 1949 på biograf Royal i Stockholm. Den spelades in vid Sandrew-Ateljéerna i Stockholm med exteriörer från Tovik, Svolvær, Kabelvåg och Reine vid Lofoten i Norge av Hilding Bladh och Curt Jonsson. Som förlaga har man Theodor Berthels berättelse En havets son. Filmen spelades in i två versioner; efter att man först tagit den svenska scenversionen spelade man om scenen igen men då med engelskt tal. För att dialog och uttal skall bli det rätta har två språkexperter hela tiden följt inspelningarna.

## Roller i urval
- Per Oscarsson – Rolf Bakken
- Dagny Lind – Sigrid Bakken, hans mor
- John Elfström – Jockum
- Barbro Nordin – Solveig Moen, servitris
- Willie Sjöberg – Harald Björhus, fiskare
- Axel Högel – pastor Hagen
- Ingrid Thulin – Gudrun, expedit i handelsboden
- Christian Bratt – Tove Ericsen
- Nils Hallberg – Håkan Haraldsen
- Svea Holst – Inga Björhus, Haralds fru
- Gunnar Lundin – Gunnar Björhus
- Fredrik Redisch – Niels Björhus
- Albin Erlandzon – Kåre
- Birger Åsander – Per Haraldsen, Håkans bror
- Ninni Löfberg – Håkans fru

## Musik i filmen
- Vinjesange. Vaaren (Vinjesånger. Våren), kompositör Edvard Grieg, text Aasmund Olafsen Vinje, instrumental
- Vårsång, kompositör Adolf Thomsen
- Dance of the Tea Dolls, kompositör Franz Schmidt-Hagen, instrumental
- With Gambolling Gait, kompositör Percival Mackey, instrumental
- Turalleri, instrumental.
- Orgelpostludium, kompositör César Franck, instrumental
- Landkjenning, kompositör Edvard Grieg, text Bjørnstjerne Bjørnson